# Mignon

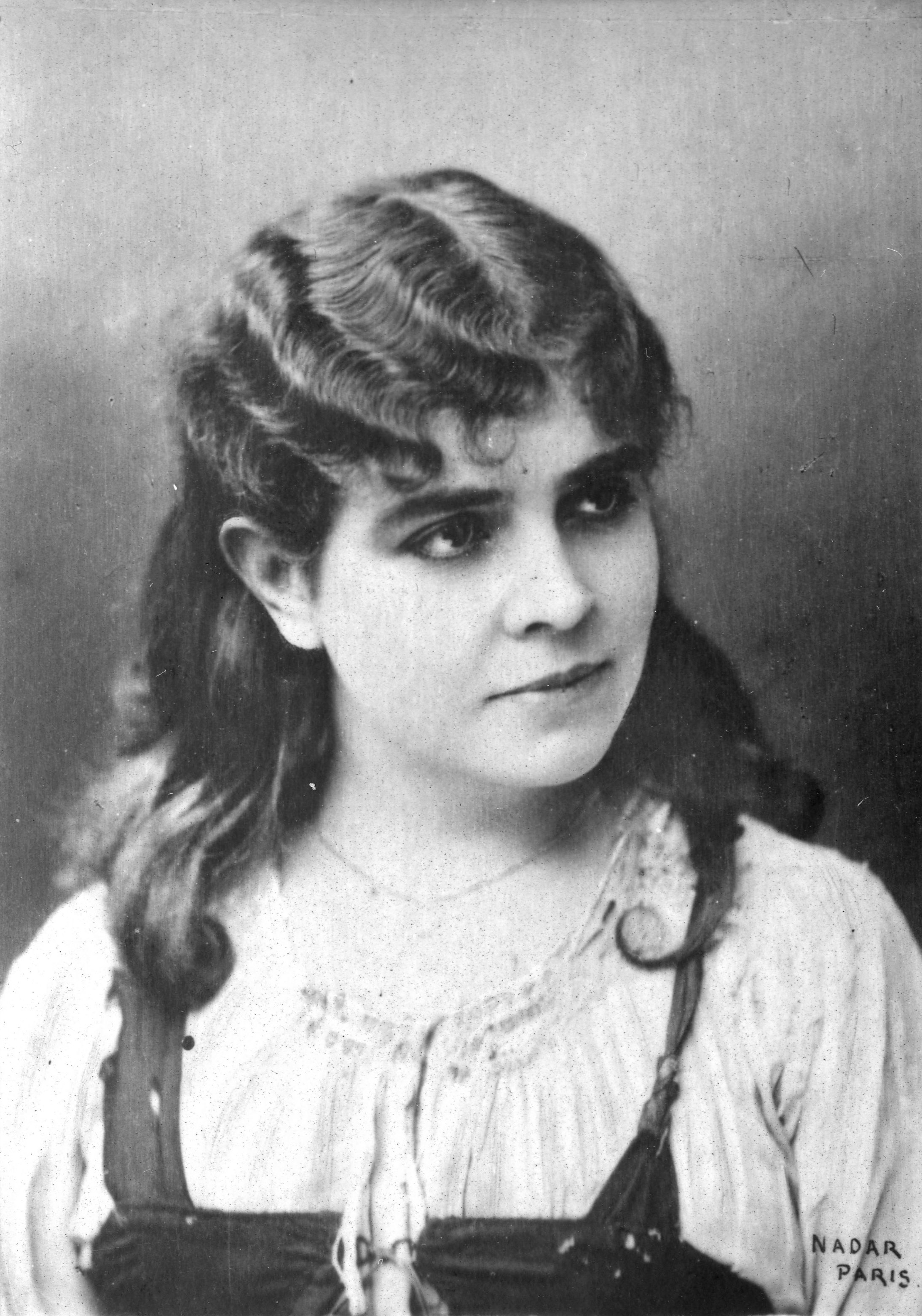
Célestine Galli-Marié, creadora del papel.

Mignon es una opéra comique (u ópera en su segunda versión) en tres actos, con música de Ambroise Thomas y libreto en francés de Barbier y Carré, basado en la novela Wilhelm Meister de Goethe. La versión italiana fue traducida por Giuseppe Zaffira. James Joyce menciona la ópera en Los muertos, (Dubliners). La ahijada de Thomas Mignon Nevada recibió su nombre por el personaje principal.

## Historia
Fue estrenada en la Opéra Comique de París el 17 de noviembre de 1866. Mignon fue muy popular en el siglo XIX: más de cien representaciones tuvieron lugar para el siguiente mes de julio, la representación n.º 1.000 tuvo lugar el 13 de mayo de 1894, y la 1.500 el 25 de mayo de 1919.
La ópera también fue adaptada y traducida al alemán para representaciones en Berlín con Madame Lucca como Mignon. Lucca fue bien recibida, pero los críticos alemanes estaban insatisfechos con las alteraciones de la ópera respecto al original de Goethe, de manera que Thomas compuso un finale más breve con un final trágico, en el que Mignon cae muerta en los brazos de Wilhelm. Este final fue un intento de hacer la historia de la ópera algo más parecido en el tono a la producción trágica de Goethe. (La versión original de Mignon para la Opéra-Comique tuvo que tener un final feliz, puesto que en aquella época en París las óperas cómicas en francés se reservaban exclusivamente para la Ópera.) No sorprendentemente, esta "Version allemande" aún dejó insatisfechos a los críticos alemanes y demostró ser una empresa inútil. Como lo describe Henry Edward Krehbiel, la "Mignon de Carré y Barbier tiene poco más que un parecido externo con la Mignon de Goethe, y matarla es una crueldad gratuita."
A pesar de su éxito en París con la versión francesa, pidieron a Thomas que revisara la obra para la primera representación en el Teatro Real de Drury Lane en Londres el 5 de julio de 1870. Esta versión se ofreció en italiano con recitativos (en lugar de diálogos hablados) y el papel de Mignon, originalmente de mezzosoprano, fue cantada por una soprano (Christine Nilsson), y el papel de Frédéric, originalmente de tenor, lo cantó una contralto (Zelia Trebelli-Bettini). Un segundo verso fue añadido al aria de Lothario en el primer acto ("Fugitif et tremblant" en la versión francesa), y en el segundo acto, una rondo-gavotte para Frédéric ("Me voici dans son boudoir") fue diseñada usando la música del entr'acte que precedió a aquel acto, para satisfacer a Mme Trebelli-Bettini, quien estaba incómoda por tener que asumir un papel originariamente escrito para tenor bufo. Aparentemente la soprano de coloratura Elisa Volpini, quien iba a cantar Philine, sintió que su aria al final del segundo acto ("Je suis Titania") era insuficiente, y otra aria florida ("Alerte, alerte, Philine!") fue insertada después del entr'acte del segundo acto y antes del alegreto 6/8 de Laerte ("Rien ne vaut"). El finale también se acortó mucho. El aria extra de Philine parece que nunca fue orquestada, o la orquestación fue perdida o destruida. (La mayor parte de las fuentes dicen que el aria fue interpretada y no cortada para la producción de Drury Lane, implicando que Thomas la debía haber orquestado.) El aria se conoce a partir de varias partituras para piano y voz y se incluye como un apéndice, cantada por Ruth Welting con acompañamiento de flauta y clavicordio, como parte de la grabación de 1978 con Marilyn Horne como Mignon. La grabación también incluyó un segundo apéndice con la versión original, más larga del finale.
El estreno en los Estados Unidos fue el 9 de mayo de 1871 en la French Opera House en Nueva Orleans. Le siguió una producción de Maurice Strakosch en italiano en la Academia de Música de Nueva York el 22 de noviembre de 1871 con Christine Nilsson como Mignon, Mlle. Léon Duval como Philine, Victor Capoul como Wilhelm, y Mlle. Ronconi como Frédéric. El éxito sustancial de la ópera en Londres y Nueva York ha sido atribuido a la presencia de Christine Nilsson en ambas producciones. Nilsson también interpretó el papel en la Metropolitan Opera de Nueva York en 1883.
Las versiones de la ópera representadas fuera de Francia, en particular, la de los Estados Unidos e Italia, han sido en italiano (más tarde también en francés), con Mignon como una soprano o mezzosoprano, y Frédéric como un mezzosoprano o contralto, y con los recitativos cantados y el finale acortado. Más recientemente, en 1986, la versión de la opéra comique original con la soprano Cynthia Clarey como Mignon fue repuesta para una producción en el Festival de Ópera de Wexford.
Destacadas sopranos que han interpretado a Mignon han sido Emma Albani (primera Mignon en Covent Garden en 1874), Lucrezia Bori, y Geraldine Farrar; también la han interpretado mezzosopranos como Marilyn Horne, Giulietta Simionato, Frederica von Stade, Risë Stevens, y Ebe Stignani. Lily Pons fue famosa por cantar a Philine.
Sin embargo, actualmente es producida muy ocasionalmente. En las estadísticas de Operabase aparece la n.º 281 de las óperas representadas en 2005-2010, siendo la 33.ª en Italia y la segunda de A. Thomas, con 8 representaciones en el período.

## Personajes
| Personaje                                                       | Tesitura                           | Elenco del estreno, 17 de noviembre de 1866 (Director: Théophile Tilmant) | Elenco de la segunda versión, 5 de julio de 1870 (Director: Luigi Arditi) |
| --------------------------------------------------------------- | ---------------------------------- | ------------------------------------------------------------------------- | ------------------------------------------------------------------------- |
| Mignon                                                          | mezzosoprano (1866) soprano (1870) | Célestine Galli-Marié                                                     | Christine Nilsson                                                         |
| Philine, una actriz                                             | soprano                            | Marie Cabel                                                               | Elisa Volpini                                                             |
| Wilhelm Meister, un estudiante                                  | tenor                              | Léon Achard                                                               | Alessandro Bettini                                                        |
| Frédéric, admirador de Philine                                  | tenor (1866) contralto (1870)      | Bernard Voisy                                                             | Zelia Trebelli-Bettini                                                    |
| Laerte, un actor                                                | tenor                              | Joseph-Antoine-Charles Couderc                                            | Edouard Gassier                                                           |
| Lothario, un trovador vagabundo                                 | bajo                               | Eugène Bataille                                                           | Jean-Baptiste Faure                                                       |
| Jarno, un gitano                                                | bajo                               | François Bernard                                                          | Signor Raguer                                                             |
| Antonio, un sirviente del castillo                              | bajo                               | Davoust                                                                   | Giovanni Volpini?                                                         |
| Coro: Gente del pueblo, campesinos, gitanos, invitados, actores |                                    |                                                                           |                                                                           |